# 伯克制
伯克制是中國清末以前新疆回部實行的官制，主要通行於維吾爾（回人及塔蘭奇）、柯爾克孜、塔吉克等族地區。伯克原為回鶻官職，唐宋時已見於史籍。明清時期，西域天山南路的世俗官僚稱為伯克。中亞一些城市的統治者也自稱伯克。清乾隆二十四年（1759年）平定大小和卓之亂後，清廷保留了回部原有的伯克官職，並加以改革，將其納入清朝官制中。同治新疆回亂和阿古柏入侵後，伯克制度趨於瓦解。光緒十年（1884年）新疆建省，清廷下諭廢除各級伯克，新疆全境實行與內地相同的官僚體制。

## 沿革

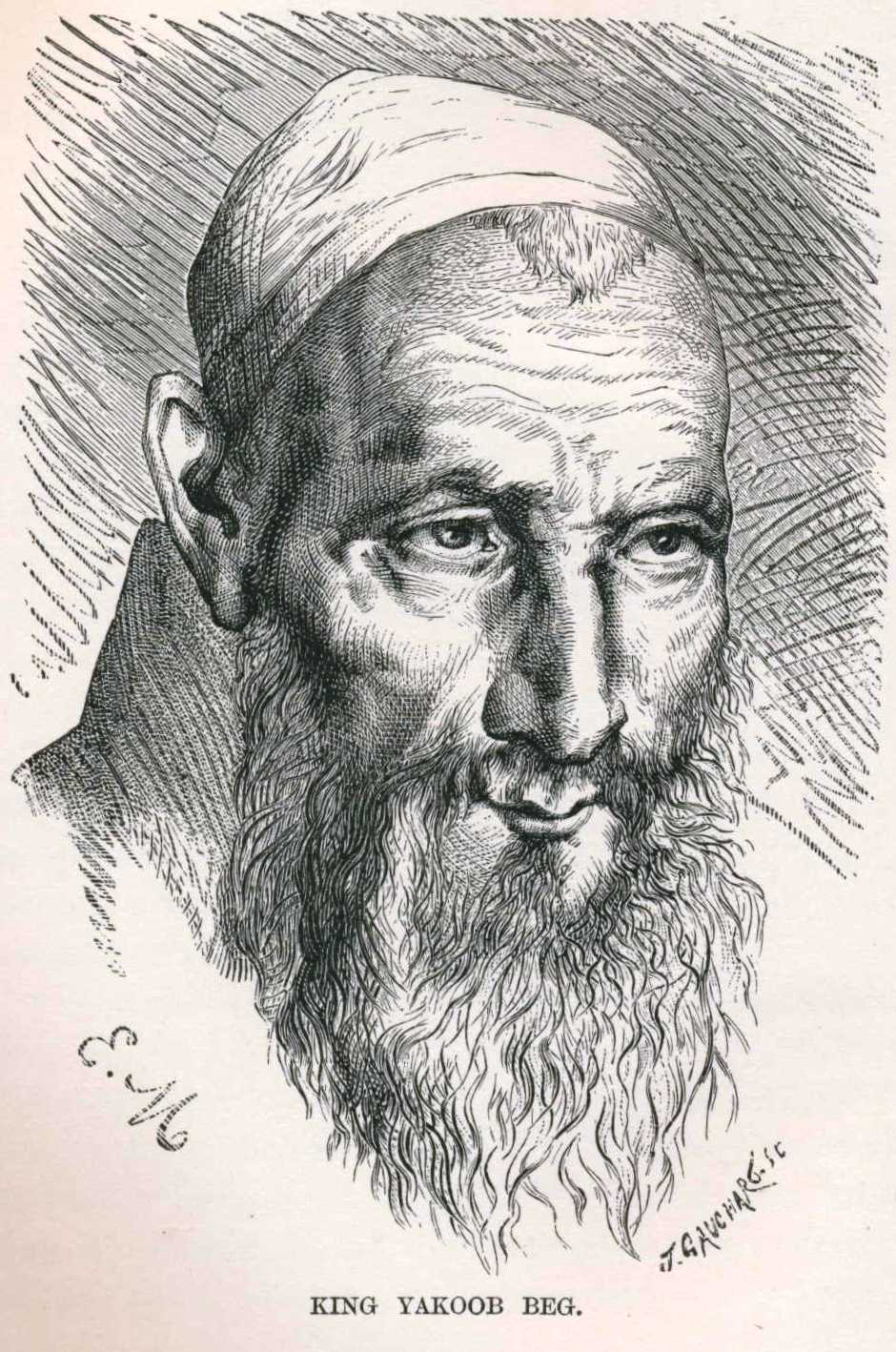
“伯克”的突厥語義為“首領”。雅霍甫伯克，即阿古柏。

### 名称含义和起源
伯克（維吾爾語：بەگ‎，拉丁文转写：beg）一詞是突厥語音譯，意思是“首領”，原是回鹘貴族的世襲官職。“伯克”的词源有多种猜想，或认为来源于中文里的“伯”，或认为来自于匈奴语，或认为萨珊王朝所用的波斯语“bega”:5。这一词语最早见于8世纪的突厥文碑文中，如：阙特勤碑及芯伽可汗碑并记唐帝国附庸突厥的历史时，即使用了“伯克”一词:45:1：
尊贵的突厥子孙悉成唐代的奴仆，其清白处女悉降为奴婢。突厥伯克弃本族之称号，而用唐家的称号。屈服臣事于大唐天子之下凡五十年。为大唐天子，先征东方之高丽王，后征西方，至于铁门，其间各地悉尊大唐天子而行其国之法度。
唐代使用“匐”或者“辈”作为“beg”的音译，代指特权阶级或贵族，有时也指行政长官；蒙元时期则采用“别”、“伯”、“比”、“卑”等词语作为音译，在蒙古族中可指长子系统部落的首长及其女儿，或者萨满教的；至于清朝，方才采用“伯克”或“比”的翻译:2。明末以后，“伯克”成为中亚民族对官吏的代称，据《回疆志》记载：“回人（维吾尔人）亦有官職制度。所謂伯克者，即其官也。”:3-4而在柯尔克孜族、哈萨克族等游牧民族中，“伯克”或“比”的含义和在维吾尔族中不一样：柯尔克孜族中“比”是指部落首领，哈萨克族中则是指处理诉讼及习俗的博学者:4-5。

### 伯克制度的设立
依据《回疆志》的描述，清代以前，伯克“惟序坐次以相統屬，無服色崇卑之別。亦無貢賦、養廉額數，均視其所轄回民之多寡貧富，恣意索取，不知撫恤。”大小和卓統治回部期間，“凡所需粟、布、牲畜以及力役，不論人丁地畝，任意攤派。司事之大小伯克、酋目、阿渾（阿訇）等，上行下效，苛派侵漁，回民仍不免逃避流離。”
在平定大小和卓的過程中，清廷開始任命各城伯克，以鄂對為阿克蘇的阿奇木伯克、霍集斯為和闐阿奇木伯克，給三品頂戴。乾隆二十四年（1759年）閏六月，乾隆皇帝下諭酌議回部官制：
舒赫德等奏稱：“阿克蘇係回部大城，村莊甚多。舊係伯克密喇卜等管理。今雖不必準以內地官制，而品級職掌，宜為釐定，庶足以辨等威而昭守信”等語。所奏甚是。著照所請，以阿奇木伯克為三品，伊沙噶伯克為四品，噶匝納齊伯克為五品。將應陞人員，奏請補授。其小伯克密喇卜等，為六七品，俟缺出揀選補授。其餘各城俱一體辦理。……此等回人，雖承辦公事有官職大小之殊，皆係朕之臣僕。將來如阿奇木等大伯克，或令其輪班入覲，酌給官俸。其小伯克等，或所定租賦內，通融支給亦可。
此後數年中，清廷對原有的伯克官制進行改革，“勘酌定議，官仍各存其名，各司其職。添裁陞降，定以品級，奏請賞給頂翎。各按地方大小繁簡，酌給養廉，禁其橫徵。頒給鈐印，專其職守。”使大小伯克由世襲貴族轉變為地方官吏。其特點是：
- 廢除伯克世襲制，改為流任。
- 確定伯克的品秩和儀制。伯克最高為正三品，最低為七品。四品以上的阿奇木、伊什罕等伯克穿著內地官服，與滿漢官員一樣薙髮留辮，並祭拜孔子[6]。
- 各伯克均由當地駐紮大臣管轄。三品至五品伯克由本城大臣簡選，經伊犁或喀什噶爾的參贊大臣奏請朝廷補放。六品以下由各城大臣簡選，上報參贊大臣驗放。
- 四品以上伯克須輪流進京朝覲皇帝，稱為“年班”。
- 伯克按秩品高低授予官田、種地人和養廉銀。
- 實行回避制度，大伯克不得在本城任職，中小伯克不得在本村任職。

在天山以北的伊犁，清廷也任命了伯克管理維吾爾移民塔蘭奇事務。

### 废止及后续影响
同治新疆回亂和阿古柏入侵摧毀了伯克制的社會基礎。光緒十年（1884年），新疆建省，廢除了伯克制，僅保留級別較高的阿奇木伯克、伊沙噶伯克頭銜。被裁撤的伯克充當了漢地“鄉紳”的角色，有人仍在州、縣衙門做書吏等差事。

## 伯克官職
清代新疆的各級伯克官職有三十餘種，品級為三品到七品，員額共270人左右。其中阿奇木伯克、伊沙噶伯克、商伯克、哈子伯克、密喇布伯克、明伯克在各大城普遍設置，員額佔伯克總數的七成左右。在地域上，人口密集的喀什噶爾、葉爾羌、和闐所置伯克最多，而拜、賽喇木等小城僅設伯克六人。
| 名稱               | 異名               | 最高品級 | 一般職責                                       | 名稱釋義                   |
| 阿奇木伯克         |                    | 三品     | 總管一城、一地的穆斯林居民事務                 | 聽政公平                   |
| 伊沙噶伯克         | 伊什罕、伊沙罕     | 四品     | 協助阿奇木伯克辦事                             | 管門人                     |
| 噶匝納齊伯克       | 噶雜拉齊、噶匝爾齊 | 四品     | 掌管土地錢糧                                   | 司庫                       |
| 商伯克             | 尚伯克             | 四品     | 掌管徵收、轉運糧賦                             | “商”，準噶爾語“布”之意     |
| 哈子伯克           | 哈資               | 五品     | 掌管刑名訴訟，為宗教法官                       | 審問                       |
| 密喇布伯克         |                    | 五品     | “職司水利、疏浚、灌溉之務”                     | 水官                       |
| 訥克布伯克         |                    | 五品     | 掌管工匠差役、營造事務                         | 督催                       |
| 茂特色布伯克       | 莫提色布依         | 五品     | 掌管伊斯蘭宗教事務，“不與民事”                 | 司賬員                     |
| 帕察沙布伯克       | 帕提沙布           | 五品     | 掌管巡捕、提牢                                 | 夜間巡邏者                 |
| 克圖瓦爾伯克       |                    | 五品     | “辦理工程事務”                                 |                            |
| 克勒克雅喇克伯克   | 柯勒克牙拉克       | 五品     | 掌管貿易、商稅                                 | 一切事宜                   |
| 斯帕哈子伯克       | 斯帕哈資           | 五品     | 掌管貴族諍訟                                   | 斯帕，即官吏               |
| 拉雅哈子伯克       | 拉雅哈資           | 五品     | 掌管平民諍訟                                   | 拉雅，即農民               |
| 哈喇都官伯克       | 喀喇都管           | 五品     | 掌管臺站，修整兵械                             | “哈喇”為瞭望，“都官”為公署 |
| 木特漥里伯克       | 密圖瓦利、木特斡里 | 五品     | 掌管買賣田園、房產及其稅收，即瓦合甫的管理者   | 木特：經紀；漥里：田畝     |
| 巴濟吉爾伯克       | 巴齊吉爾、巴濟格爾 | 六品     | 掌管稅務                                       | 徵稅官                     |
| 阿爾巴布伯克       | 阿爾布             | 六品     | 管理派差催課，相當於鄉長、里正                 | 掌管門關                   |
| 明伯克             |                    | 六品     | 分領回人頭目，相當於千總                       | 一千                       |
| 都官伯克           | 都管               | 六品     | 掌管公文檔案、驛館及移送官文                   | 公署                       |
| 什和勒伯克         |                    | 六品     | 掌管驛站糧草，協辦都官伯克事務                 | 右臂                       |
| 巴克瑪塔爾伯克     | 巴克邁塔爾         | 六品     | 管理果園                                       | 管理果園者                 |
| 鄂爾沁伯克         |                    | 六品     | “徵輸數十人糧賦”，相當於十戶長                 |                            |
| 匝布梯墨克塔布伯克 | 雜布提墨克塔布     | 六品     | 掌管伊斯蘭宗教學校事務                         | 稽查校舍                   |
| 哲博伯克           | 哲伯               | 六品     | 修造兵甲器械                                   | 波斯語“鐵甲”               |
| 色依得爾伯克       | 塞特里、都爾里     | 六品     | “巡察街道、園林、果木諸務”                     |                            |
| 市琿伯克           |                    | 七品     | 協助都官伯克辦事                               |                            |
| 多博伯克           |                    | 七品     | “徵輸兩千戶糧賦”                               |                            |
| 玉資伯克           |                    | 七品     | 徵收百戶糧賦，相當於百戶長                     | 一百                       |
| 都爾噶伯克         |                    | 七品     | “阿奇木首領官”                                 | 都爾：隸屬；噶：首領       |
| 巴匝爾伯克         |                    | 七品     | “管理市集細務”                                 | 市場                       |
| 哈什伯克           |                    | 七品     | “承辦採玉事務”                                 | 哈什，即喀什，玉石之意     |
| 鄂克他克齊伯克     | 鄂克他克奇         | 七品     | “掌管宴會牲牽果品之屬”                         |                            |
| 依爾哈齊伯克       |                    | 七品     | 掌管修建城垣街市、開山修路                     | 蒙古語“挖掘者”             |
| 阿爾屯伯克         |                    | 七品     | 專管淘金                                       | 阿爾屯即“金”之意           |
| 喀魯爾伯克         |                    | 七品     | 管巡視卡倫                                     |                            |
| 密斯伯克           | 挖銅伯克、採銅伯克 | 七品     | 駐庫隴勒、玉古爾採銅。                         | 密斯，即“銅”               |
| 管銅伯克           |                    | 七品     | 駐庫車、沙雅爾、阿克蘇                         |                            |
| 採鉛伯克           |                    | 七品     |                                                |                            |
| 協辦旗務伯克       |                    | 不詳     | 協助哈密郡王及管旗章京辦理旗務。僅設哈密二人。 |                            |

### 徵引
1. 1 2 3  《回疆志》卷四回人官制
2. 1 2 3 4 5  苗普生. . 乌鲁木齐: 新疆人民出版社. 1995. ISBN 7-228-03235-7.
3. ↑  马长寿. . 上海: 上海人民出版社. 1957.
4. ↑  《回疆志》卷四：“回人亦有官職制度。所謂伯克者，即其官也。”
5. ↑  《平定準噶爾方略》卷七十五
6. ↑  《剑桥中国晚清史》第二章第三節
7. ↑  《18-19世紀新疆社會史研究》，145至146頁
8. ↑  以《大清一統志》為準。
9. ↑  以下見《西域同文志》
10. 1 2 3 4 5 6 7 8 9  《一統志》新疆統部
11. ↑  《西域圖志》

### 书籍
- 乾隆鈔本《回疆志》，《中國方志叢書》西部地方第一號，成文出版社影印，1968年3月臺一版
- 嘉慶重修《大清一統志》，商務印書館《四部叢刊》影印殿本
- 《清史稿》，中華書局排印本
- 佐口透著，凌頌純譯，1983，《18-19世紀新疆社會史研究》，烏魯木齊：新疆人民出版社
- 新疆社会科学院历史研究所，1987，《新疆地方历史资料选辑》，北京：人民出版社
- 費正清、劉廣京編，中国社会科学院历史研究编译所译，1993，《剑桥中国晚清史》，北京：中国社会科学出版社